# Clemens August Droste zu Vischering (Domherr)
Clemens August Droste zu Vischering (* 1724; † 14. November 1762) war Domherr in Münster.

## Leben

### Herkunft und Familie
Clemens August Droste zu Vischering entstammte der westfälischen Adelsfamilie Droste zu Vischering, einer der bedeutendsten Familien Westfalens. Zahlreiche namhafte Persönlichkeiten sind aus ihr hervorgegangen. Clemens August war der Sohn des Maximilian Heidenreich Droste zu Vischering und dessen Gemahlin Maria Catharina von Frentz zu Kendenich. Ferdinand Gottfried Droste zu Vischering war sein Halbbruder, der aus der ersten Ehe seines Vaters mit Maria Antonia/Gaudentia Wilhelmina Josefa zu Büren und Ringelstein von Schenking zu Beveren und Asbeck (1687–1718) stammte. Clemens’ zweiter Halbbruder war Adolf Heidenreich, der Erbauer des Erbdrostenhofes in Münster.

### Wirken
Im Jahre 1746 erhielt Clemens August durch den Verzicht des Domherrn Franz Ludolph von Hörde zu Eringerfeld eine Dompräbende in Münster. Am 7. Juli des Jahres nahm er die Präbende in Besitz. Er wurde am 30. September 1747 emanzipiert. Clemens August war Assessor der Domkellnerei.